# Адам Бид
«Адам Бид» (англ. Adam Bede) — роман английской писательницы Джордж Элиот, опубликованный в 1859 году.

## Сюжет
Действие романа происходит в конце XVIII века. Главный герой — сельский плотник, который влюбляется в красивую, но глупую девушку по имени Хетти Сорелл. Её соблазняет и бросает местный сквайр, Хетти соглашается стать женой Адама, но накануне свадьбы понимает, что беременна. Она сбегает, позже оказывается в тюрьме из-за обвинения в детоубийстве, с трудом избегает казни. Антиподом Хетти оказывается её кузина Дайна Моррис — умная и порядочная девушка с твёрдым характером. Адам Бид влюбляется в неё и находит взаимность. Его брат Сет, тоже влюблённый в Дайну, отказывается от неё ради Адама.

## Экранизации
По мотивам романа в 1918 году был снят одноимённый немой фильм.